# Nymphidium callaghani
Espèce
Nymphidium callaghani est une espèce d'insectes lépidoptères (papillons) appartenant à la famille des Riodinidae, à la sous-famille des Riodininae et au genre Nymphidium.

## Taxonomie
Nymphidium callaghani a été décrit par Christian Brévignon en 1999.
Ce nom a été donné en l'honneur de l'entomologiste Curtis J. Callaghan.

## Écologie et distribution
Nymphidium  callaghani n'est présent qu'en Guyane.

### Protection
Pas de statut de protection particulier.